# Greg Wilkins
Greg Wilkins (ur. 2 lutego 1956 roku) – kanadyjski kierowca wyścigowy.

## Kariera
Wilkins rozpoczął karierę w wyścigach samochodowych w 1998 roku od startów w klasie GS Motorola Cup. Z dorobkiem 122,5 punktu uplasował się na osiemnastej pozycji w klasyfikacji generalnej. W późniejszych latach Kanadyjczyk pojawiał się także w stawce American Le Mans Series, 24-godzinnego wyścigu Le Mans oraz Grand American Rolex Series.